# 2012-es UEFA-bajnokok ligája-döntő
A 2012-es UEFA-bajnokok ligája-döntő
az európai labdarúgó-klubcsapatok legrangosabb tornájának 20., jogelődjeivel együttvéve az 57. döntője volt. A mérkőzést a müncheni Allianz Arénában rendezték meg. A helyszínről az Európai Labdarúgó-szövetség 2009. január 29-én döntött.
A döntőre 2012. május 19-én került sor. A mérkőzést a Bayern München és a Chelsea játszotta. A mérkőzést büntetők után a Chelsea nyerte, története során először nyerte meg a legrangosabb európai labdarúgókupát. A Chelsea részt vesz a 2012-es UEFA-szuperkupa döntőjében, ahol az ellenfél a 2011–2012-es Európa-liga győztese, az Atlético de Madrid lesz, valamint a 2012-es FIFA-klubvilágbajnokságra is kijutott.

## Résztvevők
Az egyik résztvevő az angol Chelsea, amely korábban a 2008-as döntőben szerepelt. A Manchester United ellen tizenegyesekkel kapott ki 6–5-re. A döntő másik résztvevője a Bayern München, amely háromszor nyert Bajnokcsapatok-Európa-kupáját, és 2001-ben pedig bajnokok ligáját. A BL sorozatban először a München játszott a döntőben házigazdaként. A BEK-sorozatban 1957-ben a Real Madrid, 1965-ben pedig az Internazionale hazai pályán nyerte meg a BEK-et. 1984-ben az AS Roma azonban kikapott hazai közönség előtt.

## Érdekességek
- A Borussia Dortmund 1996–1997-es győzelmét követően került ismét új név a bajnoknak járó serlegre a Chelsea győzelmével.[3]
- Ez volt a negyedik olyan müncheni döntő, mely után új győztest avattak: a Dortmundot és a Chelsea-t megelőzően a Marseille az 1992–1993-as szezonban, és az angol Nottingham Forest 1978–1979-ben ért el hasonló sikert.[3]
- A Chelsea emellett a huszonkettedik olyan labdarúgócsapat lett, mely elhódította a legrangosabb európai klubserleget.[4]
- A legutóbbi BL-döntőn, melyen tizenegyespárbaj döntött a győztes kilétéről, a Chelsea volt az egyik résztvevő. A 2008-as döntőben a Manchester United ellen buktak el úgy, hogy vezettek a párbaj során (a harmadik körben Cristiano Ronaldo hibázott), míg ezúttal ők voltak hátrányban már az első kör után.[4]
- Összességében tizedik alkalommal dőlt el a kupa sorsa büntetőkkel BEK/BL finálén.[4]
- A Bayern München részéről ez volt a kilencedik döntő, ebből az ötödik, amelyet elbuktak. Ebből az ötből négyszer angolok győzték le őket, az egyetlen kivétel az 1987-ben volt, mert ekkor a portugál FC Porto nyert ellenük.[4]
- A Chelsea az első olyan európai focicsapat, mely abban az évben nyert a BL-ben, mely évben városa olimpiát rendezett. A Barcelona 1992-ben a BEK-et nyerte meg olimpiai városként.

## Út a döntőig
Az eredmények az adott csapat szempontjából szerepelnek.
| Csapat          | M | Gy | D | V | G+ | G– | Gk  | P  |
| --------------- | - | -- | - | - | -- | -- | --- | -- |
| Bayern München  | 6 | 4  | 1 | 1 | 11 | 6  | +5  | 13 |
| SSC Napoli      | 6 | 3  | 2 | 1 | 10 | 6  | +4  | 11 |
| Manchester City | 6 | 3  | 1 | 2 | 9  | 6  | +3  | 10 |
| Villarreal CF   | 6 | 0  | 0 | 6 | 2  | 14 | –12 | 0  |

| Csapat           | M | Gy | D | V | G+ | G– | Gk  | P  |
| ---------------- | - | -- | - | - | -- | -- | --- | -- |
| Chelsea          | 6 | 3  | 2 | 1 | 13 | 4  | +9  | 11 |
| Bayer Leverkusen | 6 | 3  | 1 | 2 | 8  | 8  | 0   | 10 |
| Valencia CF      | 6 | 2  | 2 | 2 | 12 | 7  | +5  | 8  |
| KRC Genk         | 6 | 0  | 3 | 3 | 2  | 16 | –14 | 3  |

## A mérkőzés
A München Müller fejesgóljával szerzett vezetést hét perccel a vége előtt. A 88. percben Drogba szöglet utáni fejesgólja jelentette az egyenlítést. A hosszabbításban Robben tizenegyest hibázott, a hosszabbítás végéig nem változott az eredmény. A Chelsea kihagyta az első büntetőt, a negyedik sorozatban pedig a Bayern is hibázott. Az ötödik sorozatban Schweinsteiger a kapufát találta el, Drogba pedig nem hibázott, ezzel a Chelsea nyerte a mérkőzést.
| 2012. május 19. 20:45 |

| Bayern München                       | 1–1 (h. u.)                 | Chelsea                       |
| ------------------------------------ | --------------------------- | ----------------------------- |
| Müller 83'                           | (0–0, 1–1, 1–1) Jegyzőkönyv | Drogba 88'                    |
| Büntetőpárbaj                        |                             |                               |
| Lahm Gómez Neuer Olić Schweinsteiger | 3–4                         | Mata Luiz Lampard Cole Drogba |

| Allianz Arena, München Nézőszám: 62 500 Játékvezető: Pedro Proença (portugál) |

|               |    |                               |    |     |
|               |    |                               |    |     |
| GK            | 1  | Manuel Neuer                  |    |     |
| RB            | 21 | Philipp Lahm (csapatkapitány) |    |     |
| CB            | 44 | Anatolij Timoscsuk            |    |     |
| CB            | 17 | Jérôme Boateng                |    |     |
| LB            | 26 | Diego Contento                |    |     |
| DM            | 31 | Bastian Schweinsteiger        | 2' |     |
| DM            | 39 | Toni Kroos                    |    |     |
| RW            | 10 | Arjen Robben                  |    |     |
| AM            | 25 | Thomas Müller                 |    | 87' |
| LW            | 7  | Franck Ribéry                 |    | 97' |
| CF            | 33 | Mario Gómez                   |    |     |
| Cserék:       |    |                               |    |     |
| GK            | 22 | Hans-Jörg Butt                |    |     |
| DF            | 5  | Daniel van Buyten             |    | 87' |
| DF            | 13 | Rafinha                       |    |     |
| MF            | 14 | Takashi Usami                 |    |     |
| MF            | 23 | Danijel Pranjić               |    |     |
| FW            | 9  | Nils Petersen                 |    |     |
| FW            | 11 | Ivica Olić                    |    | 97' |
| Vezetőedző:   |    |                               |    |     |
| Jupp Heynckes |    |                               |    |     |

|                   |    |                                |      |     |
|                   |    |                                |      |     |
| GK                | 1  | Petr Čech                      |      |     |
| RB                | 17 | José Bosingwa                  |      |     |
| CB                | 24 | Gary Cahill                    |      |     |
| CB                | 4  | David Luiz                     | 86'  |     |
| LB                | 3  | Ashley Cole                    | 81'  |     |
| DM                | 12 | John Obi Mikel                 |      |     |
| CM                | 8  | Frank Lampard (csapatkapitány) |      |     |
| RW                | 21 | Salomon Kalou                  |      | 84' |
| AM                | 10 | Juan Mata                      |      |     |
| LW                | 34 | Ryan Bertrand                  |      | 73' |
| CF                | 11 | Didier Drogba                  | 93'  |     |
| Cserék:           |    |                                |      |     |
| GK                | 22 | Ross Turnbull                  |      |     |
| DF                | 19 | Paulo Ferreira                 |      |     |
| MF                | 5  | Michael Essien                 |      |     |
| MF                | 6  | Oriol Romeu                    |      |     |
| MF                | 15 | Florent Malouda                |      | 73' |
| FW                | 23 | Daniel Sturridge               |      |     |
| FW                | 9  | Fernando Torres                | 120' | 84' |
| Vezetőedző:       |    |                                |      |     |
| Roberto di Matteo |    |                                |      |     |

| A mérkőzés játékosa: Didier Drogba (Chelsea) |

| Asszisztensek: Bertino Miranda (portugál) (partvonal) Ricardo Santos (portugál) (partvonal) Manuel De Sousa (portugál) (gólvonal) Duarte Gomes (portugál) (gólvonal) Negyedik játékvezető: Carlos Velasco Carballo (spanyol) | Szabályok - 2×45 perc játékidő. - Ha szükséges, 2×15 perces hosszabbítás. - A hosszabbítás követően egyenlő állásnál büntetőrúgások. - Hét megnevezett cserejátékos. - Maximum három cserelehetőség. |